# Tag der Eltern-Kind-Entfremdung
Der Tag der Eltern-Kind-Entfremdung wird am 25. April jeden Jahres weltweit begangen. Ziel ist es, auf das Problem der Eltern-Kind-Entfremdung in Trennungsfamilien aufmerksam zu machen. 2006 wurde dieser Aktionstag eingeführt. Initiatorin war die Parental Alienation Awareness Organisation (PAAO) in Kanada.